# المركز (الأحساء)
المركز قرية تقع في شرق السعودية بمنطقة الأحساء وهي من القرى التابعة لبلدية الجفر، على بعد 20 كيلو متراً إلى الشرق من مدينة الهفوف. سميت بهذا الاسم لكونها مركزا للجند الأتراك في العصر العثماني.حيث كان يوجد فيها مركز الدائرة السنية المسؤولة عن جمع الزكاة أيام الدولة العثمانية، وسميت بذلك لوجود مركز شرطة على أيام الدولة السعودية الأولى وظل هذا المركز إلأى أن تمكنت الدولة العثمانية من الاستيلاء على الأحساء في عام 1288م.
تعد إحدى قرى الكتيب القديمة كما ذكر كتاب (تاريخ هجر) للمؤلف عبد الرحمن الملا. يصل عدد سكانها إلى أكثر من 9000 نسمة
وكانت المركز يحيطها قديما سور من اللبن والحصى وكذلك يحيطها خندق واندثر في عام 1392هـجري بأيدي طلاب المركز الابتدائي في ذلك الوقت بإعاز من إدارة المدرسة لتحسين وتجميل طرق المركز.